# Armor for Sleep
Armor for Sleep ist eine im Jahre 2001 gegründete Alternative Rockband aus Maplewood und Teaneck, New Jersey. Die Band löste sich 2009 auf. Im Jahr 2020 gab sie ihre Wiedervereinigung bekannt und veröffentlichte 2022 das Album The Rain Museum.

## Geschichte
Nachdem sich Sänger und Gitarrist Ben von seiner alten Band Random Task, bei der er Schlagzeug spielte, getrennt hatte, nahm er in einem lokalen Studio für 100 US-Dollar ein Demotape auf, auf welchem er alle Instrumente selbst einspielte. Aufgrund dessen gründete er zusammen mit Anthony (Ex-Bassist der Band Random Task), Nash und seinem Cousin PJ Armor for Sleep, nachdem diese ihre Band Prevent Falls verlassen hatten.
Die Band bekam einen Plattenvertrag bei Equal Vision Records, wo sie ihre ersten beiden Alben veröffentlichten. Im April 2006 bekamen sie einen Major-Vertrag bei Sire Records (Warner Bros.).
Im Dezember 2006 ging die Band wieder ins Studio, um ein drittes und letztes Album aufzunehmen, das 2007 unter dem Titel Smile for Them erschien.
Am 28. Oktober 2009 erschien ein offizielles Statement von Frontmann Ben Jorgensen, welches bestätigte, dass die Band nach langer Inaktivität in Zukunft getrennte Wege gehen wird.

## Diskografie

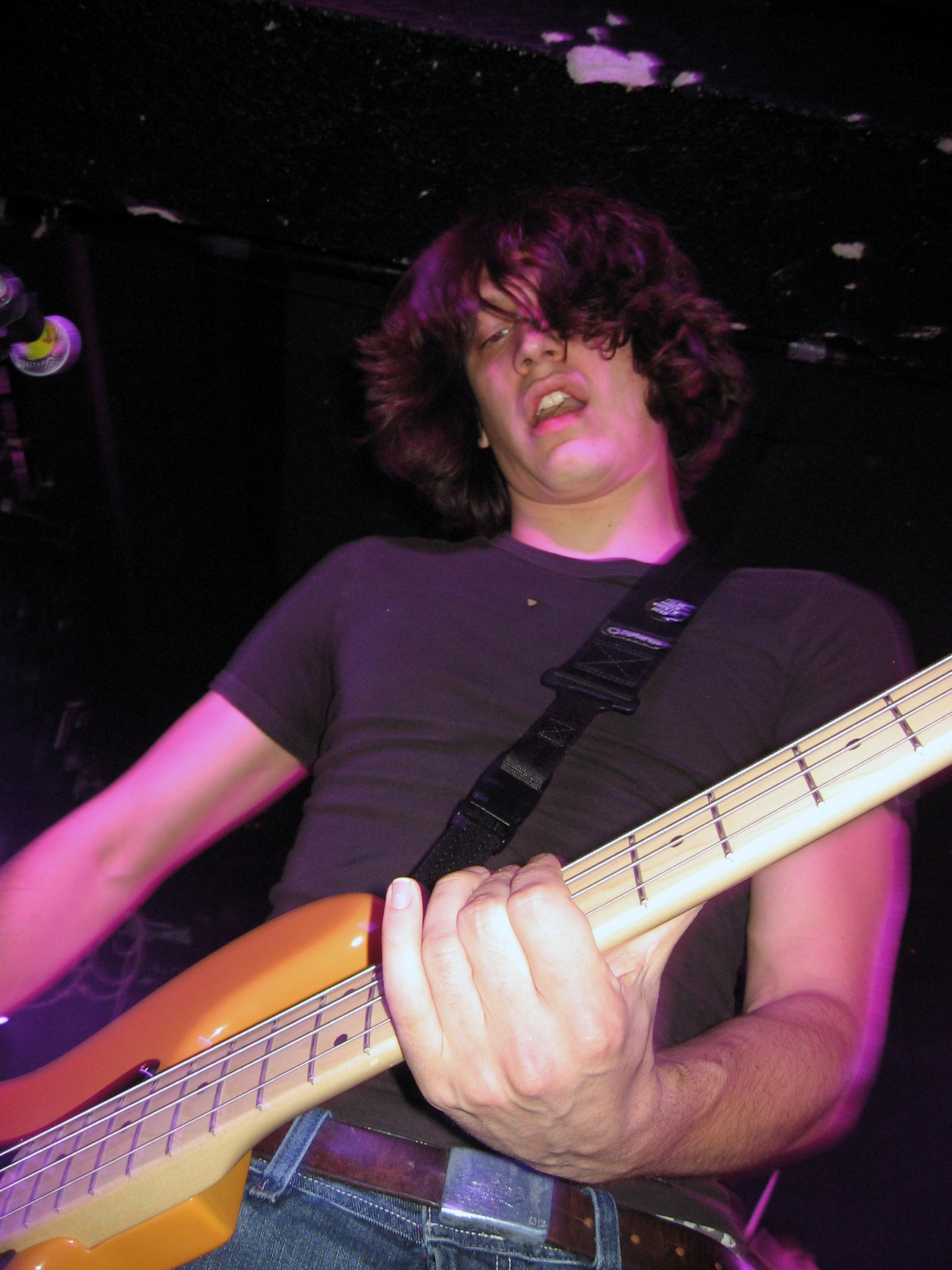
Bassist Anthony Dilonno

### Alben
- 2003: Dream to Make Believe (Equal Vision Records)
- 2006: What to Do When You Are Dead (Equal Vision Records)
- 2007: Smile for Them (Sire Records)

### Singles
- 2003: Dream to Make Believe
- 2004: My Town
- 2005: Car Underwater
- 2005: The Truth About Heaven
- 2006: Remember to Feel Real
- 2007: Williamsburg (veröffentlicht via iTunes Store am 18. September 2007)
- 2008: Hold the Door